# Eddie Kingston
Edward Moore (n. 12 decembrie 1981, Yonkers, New York, SUA), mai cunoscut sub numele de ring Eddie Kingston, este un wrestler profesionist american. În iulie 2020, a semnat cu All Elite Wrestling (AEW). A fost primul AEW Continental Champion. Kingston luptă și pentru promoția soră a AEW, Ring of Honor (ROH), unde este fost ROH World Champion. În plus, face apariții pentru New Japan Pro-Wrestling (NJPW), unde este fost campion Strong Openweight. Toate aceste trei campionate au fost apărate în comun sub egida Campionatului Continental Crown până când a pierdut AEW Continental Championship.
Moore și-a început cariera de wrestler în 2002 și a luptat pentru numeroase promoții, inclusiv Evolve, National Wrestling Alliance (NWA), Chikara, AAW Wrestling, Combat Zone Wrestling, Independent Wrestling Association Mid-South, Impact Wrestling (redenumit Total Nonstop Action Wrestling în 2024) și Pro Wrestling Guerrilla (PWG). În afară de scurtele perioade petrecute la Impact și ROH, Kingston a fost un pilon al scenei independente timp de 18 ani înainte de a semna cu AEW. Moore a fost lăudat pentru promo-urile sale și considerat de mulți drept unul dintre cei mai buni vorbitori ai wrestling-ului profesionist modern. Această abilitate de a tăia promo-uri i-a permis să rămână în programul AEW chiar și după accidentarea sa.